# Campomanesia guaviroba
Também conhecida como Guabiroba-do-litoral, é uma planta da América do Sul, ocorrendo deis da Bahia ao Rio Grande do Sul, na Mata Atlântica de Ombrófila Mista. Sua fruta é apreciada por humanos principalmente in natura, doces e sorvetes.

## Sinônimos
Lista de sinônimos segundo o Reflora:
- Basiônimo Psidium guaviroba DC.
- Heterotípico Abbevillea cerasoides (Cambess.) O.Berg
- Heterotípico Abbevillea fenzliana O.Berg
- Heterotípico Abbevillea klotzschiana O.Berg
- Heterotípico Abbevillea maschalantha O.Berg
- Heterotípico Abbevillea punctulata (DC.) O.Berg
- Heterotípico Abbevillea sellowiana O.Berg
- Heterotípico Campomanesia cerasoides (Cambess.) A.Gray
- Heterotípico Campomanesia dulcis (Vell.) J.F.Macbr.
- Heterotípico Campomanesia maschalantha (O.Berg) Kiaersk. ex Engl. & Prantl
- Heterotípico Campomanesia punctulata (DC.) Mattos & D.Legrand
- Heterotípico Campomanesia stictopetala Kiaersk.
- Heterotípico Psidium cerasoides Cambess.
- Heterotípico Psidium dulce Vell.
- Heterotípico Psidium punctulatum DC.
- Homotípico Abbevillea guaviroba (DC.) O.Berg

## Morfologia e Distribuição
Árvore caducifólia, dotada de copa arredondada, e densa, de brotos foliares vermelho-amarronzado e puberulentos, de 4-12 m de altura, com tronco canelado de 20-30 cm de diâmetro, nativa deis da Bahia até o Rio Grande do Sul, principalmente na Mata Atlântica e na Floresta Ombrófila Mista. Folhas simples pecioladas, de lâmina cartácea, minutamente pubérula, sobre a nervura de ambas as faces, levemente glandular na face inferior, de 5-10 cm de comprimento.Flores solitárias, axilares ou ramifloras, com pedúnculo de 1,5-2 cm. Frutos subgloboso, liso, amarelo-alaranjado, tipo baga, , com polpa suculenta, de cor clara e sabor doce-acidulado, com pouca semente mole, existe uma forma com frutos vermelhos.